# Джайпур
Джайпу́р (хинди जयपुर, англ. Jaipur) — крупнейший город и столица индийского штата Раджастхан.
Джайпур, называемый «Розовым городом» из-за необычного розового цвета камня, использовавшегося в строительстве, был основан в 1727 году махараджей Дхундхара Савай Джай Сингхом II (годы правления 1699—1743) в качестве новой столицы государства.

## Общая информация
Джайпур — родина группы воинских кланов (раджпуты), которые контролировали эту часть Индии на протяжении более 1000 лет. Проект молодого бенгальского архитектора Видхиадхара Бхаттачарья был разработан в соответствии с канонами древнеиндийской архитектуры, к которым относится и прямоугольное расположение кварталов. Весь Джайпур, окружённый стеной, охраняющей город от вражеских войск и диких зверей, разделён на девять прямоугольных секторов. Это был единственный в то время индийский город с прямоугольной планировкой.

## География и климат

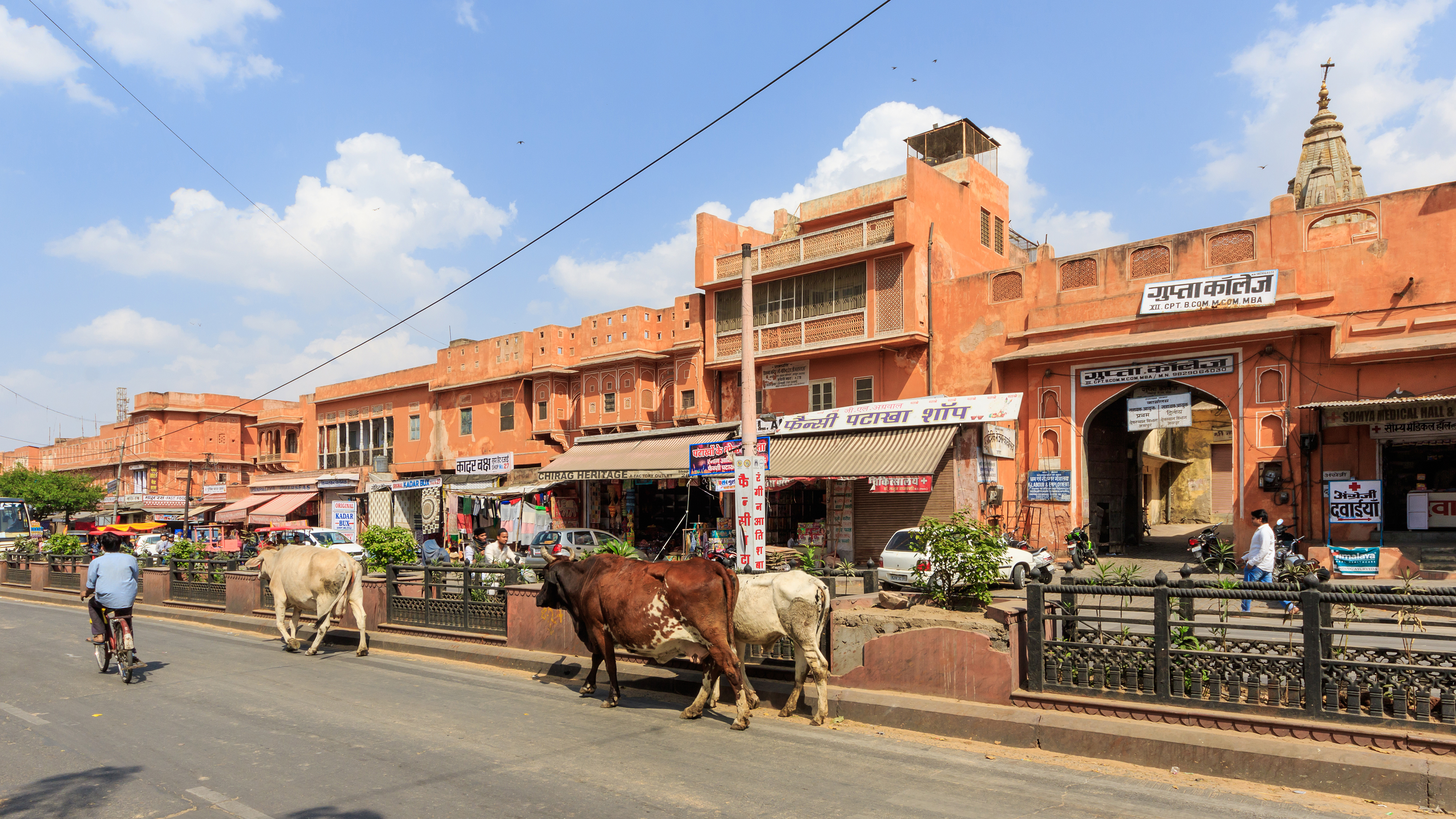
Одна из улиц города

Джайпур находится в восточной части индийского штата Раджастхан, на высоте 431 м над уровнем моря. Через округ Джайпур протекают реки Банас и Банганга.
Климат города характеризуется как тропический. Наиболее жаркий период — с апреля по июль, когда средние температуры превышают 30°С. Сезон муссонов продолжается с июля по сентябрь, среднегодовой уровень осадков: 668 мм. Зимний период (октябрь — февраль) характеризуется более мягким климатом со средними температурами 15—18°С и отсутствием осадков либо их минимумом.
| Показатель                    | Янв. | Фев. | Март | Апр. | Май  | Июнь | Июль  | Авг.  | Сен. | Окт. | Нояб. | Дек. | Год   |
| ----------------------------- | ---- | ---- | ---- | ---- | ---- | ---- | ----- | ----- | ---- | ---- | ----- | ---- | ----- |
| Абсолютный максимум, °C       | 30   | 32   | 40   | 43   | 45   | 43   | 45    | 39    | 39   | 38   | 37    | 32   | 45    |
| Средний суточный максимум, °C | 22,4 | 25,4 | 31,3 | 37,0 | 40,3 | 39,5 | 34,2  | 32,3  | 33,5 | 33,5 | 29,1  | 24,4 | 31,9  |
| Средняя температура, °C       | 15,3 | 18,2 | 23,6 | 29,3 | 33,0 | 33,5 | 30,0  | 28,4  | 28,4 | 26,2 | 21,3  | 16,8 | 25,3  |
| Средний суточный минимум, °C  | 8,2  | 10,9 | 16,0 | 21,6 | 25,7 | 27,5 | 25,8  | 24,5  | 23,2 | 19,0 | 13,4  | 9,2  | 18,7  |
| Абсолютный минимум, °C        | 1    | 0    | 5    | 12   | 17   | 21   | 16    | 20    | 19   | 10   | 6     | 3    | 0     |
| Норма осадков, мм             | 7,5  | 10,2 | 4,5  | 8,3  | 16,7 | 54,7 | 214,0 | 213,6 | 69,4 | 23,3 | 4,2   | 3,0  | 629,4 |
| Источник: , источник?         |      |      |      |      |      |      |       |       |      |      |       |      |       |

## Население
По данным переписи 2001 года, население города составляло 3 722 575 человек, население округа Джайпур - 6 651 071 человек. Уровень грамотности округа: 69,8 % (82,8 % мужчин и 55,52 % женщин). На 1000 мужчин приходится 897 женщин. Наиболее распространённые языки: хинди и раджастхани. Часть населения говорит на английском, панджаби, синдхи.

## Транспорт
Джайпурский международный аэропорт расположен в пригороде Санганер, примерно в 13 км от центра города. Это единственный международный аэропорт штата, принимает местные рейсы в крупные города страны, международные рейсы осуществляются в Дубай, Маскат и др.
В стадии строительства находится система джайпурского метрополитена. Открытие первой линии состоялось 3 июня 2015 года. Город служит штаб-квартирой Северо-западной зоны Индийских железных дорог, Джайпур удобно соединён железными дорогами с крупными городами севера страны.
Национальный хайвэй № 8 соединяет Джайпур с Дели и с Бомбеем, хайвэй № 12 — с городом Кота, № 11 — с Биканером и Агрой.

## Культура
С 2006 года в городе проводится Джайпурский литературный фестиваль.

## Достопримечательности

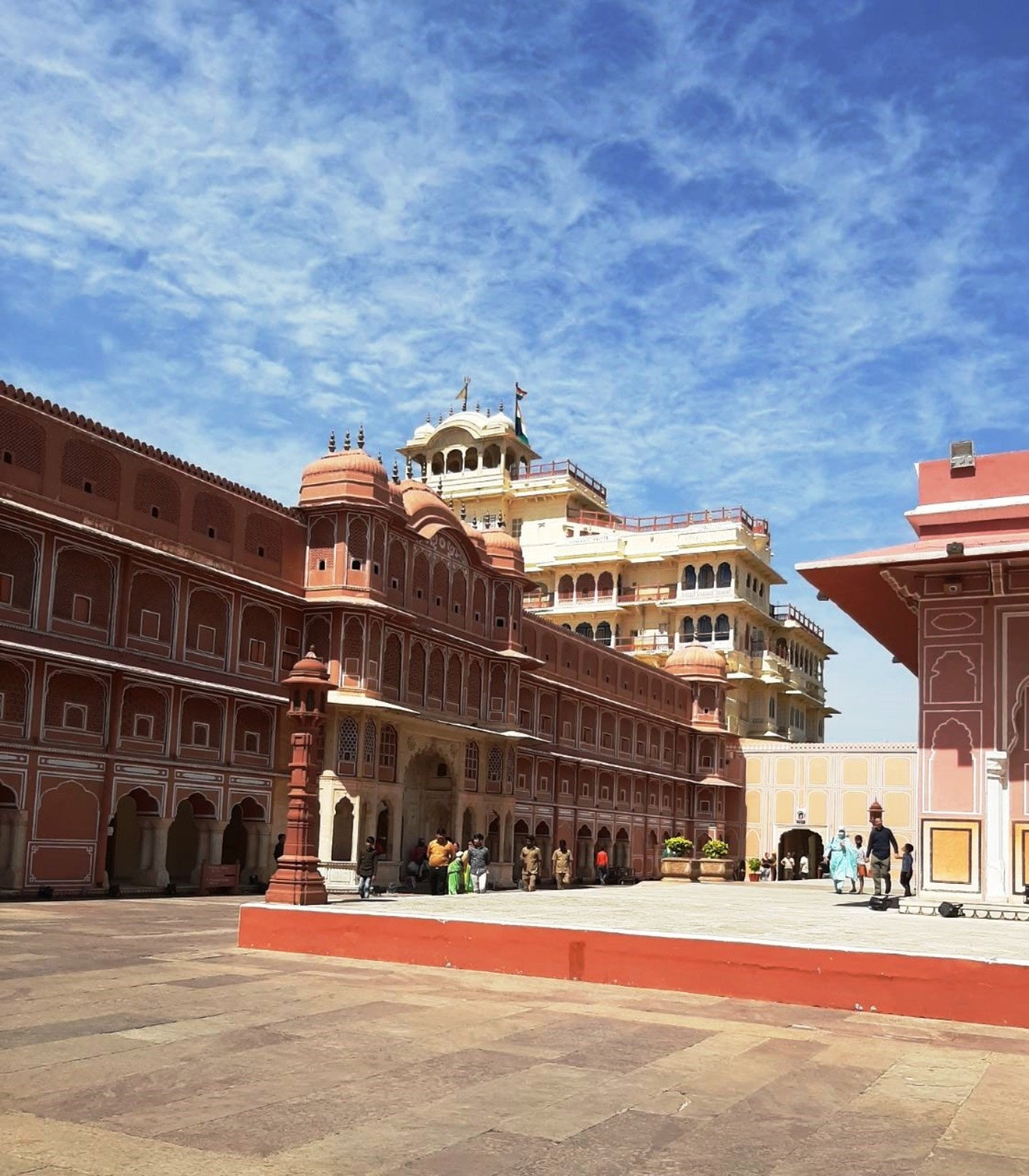
Один из дворцов Джайпура

Большинство достопримечательностей Джайпура расположены в городе, окружённом стеной. Лучший способ знакомства с городом — пешая прогулка.

### Городской дворец
Бывший дворец махараджи, занимающий седьмую часть обнесённого стеной древнего города, построен сразу в двух архитектурных стилях — раджпутском (Раджастани) и могольском (Мугхал). В комплекс входят Чандра Махал, храм Говинд Дэв и музей «Сити Пэлес». Во дворце размещается музей с превосходным собранием костюмов и оружия, художественная галерея с коллекцией миниатюр и ковров.

### Джантар-Мантар
Самая большая из пяти обсерваторий, построенных Савай Джай Сингхом II в пяти разных городах Индии. В обсерватории хранятся инструменты, которые можно назвать вершиной средневековой астрономической науки.

### Хава-Махал
Хава-Махал, или Дворец ветров, стал символом Джайпура. Это пятиэтажное здание из розового камня, украшенное колоннами и балконами, было построено в 1799 году. Хава Махал является частью городского дворцового комплекса, куда входит также построенный в конце XIX века Мубарак-Махал (Гостевой дворец).

### Сарга-Сули
Самая высокая башня города, называемая также Исар-Лет, была построена в 1749 году. Не так давно[когда?] она была открыта для публики. Башня — место, откуда открывается лучшая панорама города.

### Галтаджи
Древний центр паломничества, находящийся к востоку от города. Храмы, павильоны, бассейны и источники со святой водой, окружённые пышной зеленью, сразу же привлекают внимание туристов. Маленький храм бога солнца, построенный на вершине холма, виден из любой точки города.

### Дворец Амбер
Крепость-дворец Амбер находится в 11 км на север от Джайпура. Это невероятно красивый комплекс дворцов, залов, павильонов, садов и храмов, строившийся на протяжении двух столетий. За суровым и строгим фасадом скрывается великолепный интерьер, в котором могольский и раджастанский стили соединены в высшем своём воплощении. Открывающиеся взору залы можно назвать образцом восточной роскоши. Росписи, изображающие сцены войны и охоты, украшены инкрустацией из драгоценных камней и зеркал. Перед дворцом располагается озеро Маота, гладь которого отражает красоту Амбера.

### Форт Джайгарх

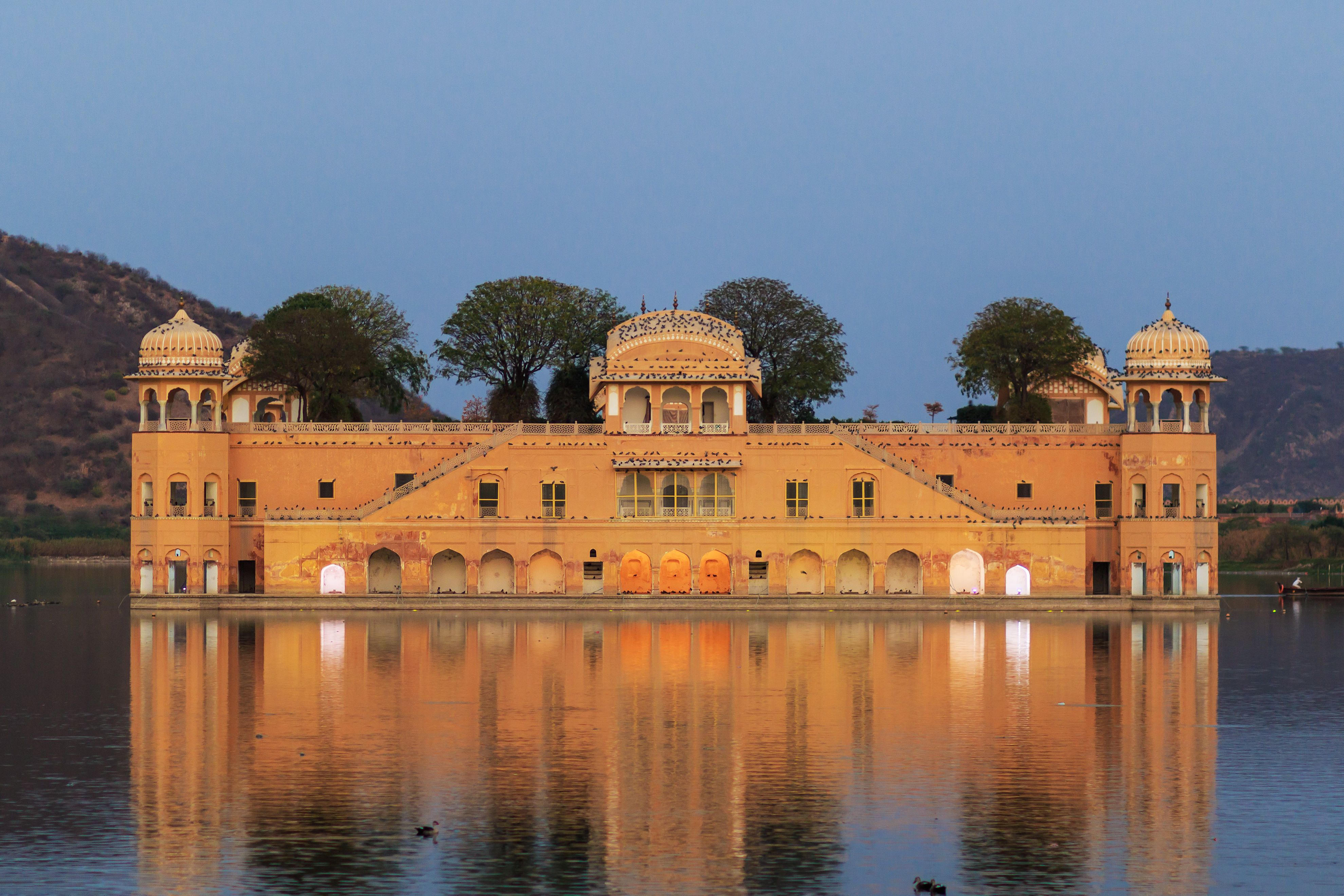
Дворец на воде.

Одна из немногих военных крепостей средневековой Индии, сохранившая былой блеск дворцов, садов, бассейнов и храмов.

### Канак Вриндаван
Недавно отреставрированный комплекс прекрасных величественных храмов.

### Форт Нахаргар

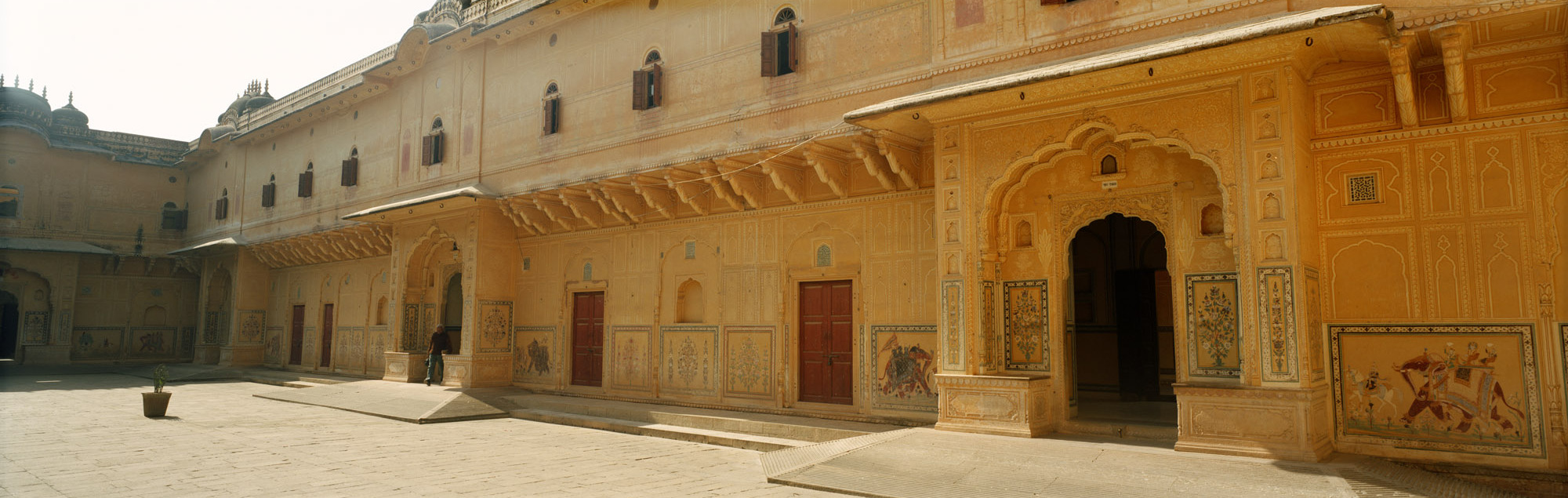
Дворец форта Нахаргар

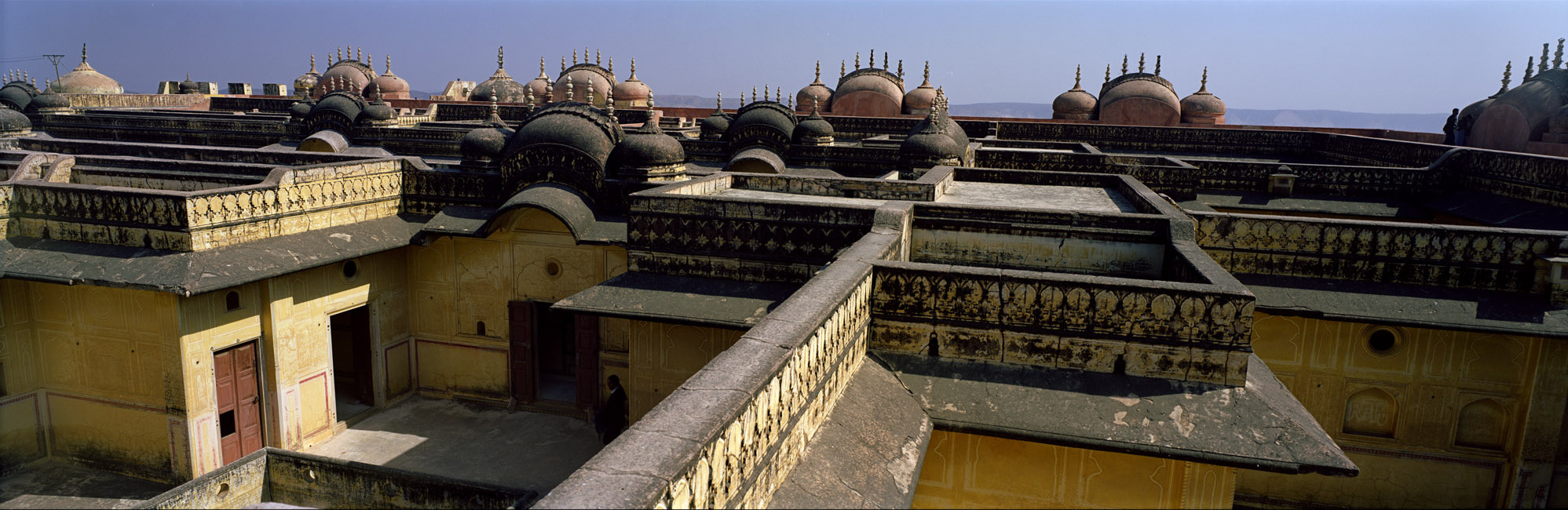
Дворец Мадхвендра

Форт знаменит своим дворцом Мадхвендра. Возвышаясь на скалистом холме, он виден отовсюду в Джайпуре. Но чтобы попасть в этот дворец, придётся пройти пешком по узким оживлённым улочкам, где не могут проехать рикши и повозки.

### Торговые ряды
Магазины, рестораны и другие заведения выстроились по обе стороны от дворца-крепости Амбер в Бади Чаупаре. Джайпур — крупнейший в мире центр по обработке и огранке полудрагоценных камней. Это настоящий дом ремесленников, которые предложат вам свои искусные изделия, красочные ткани, недорогие и красивые ювелирные украшения ручной работы, драгоценные и полудрагоценные камни и самоцветы.
На рынках города также много различных предметов кустарного промысла: сари, сандалии, бумага ручной работы, чай, керамика и многое другое.